# Joash
Joash blev sju år gammal kung i Jerusalem efter drottning Ataljas regeringstid. Han regerade i 40 år (cirka 887 f.Kr.–847 f.Kr.) och efterträddes av sin son, Amasja.